# Baby Love (Nicole Scherzinger)
Baby Love è il secondo singolo ufficiale di Nicole Scherzinger, pubblicato il 10 settembre 2007 negli Stati Uniti. Per quanto riguarda l'Europa questo è il primo singolo estratto. Il singolo vede la partecipazione di will.i.am.

## Video
Il videoclip è ambientato sull'Isola Catalina in California ed è stato diretto da Francis Lawrence.
È ambientato su una barca, e in certe scene Nicole Scherzinger si tuffa nell'acqua.
Will.I.Am. invece si trova sulla spiaggia in riva al mare.

## Track listing

### Single version
| # | Title             | Time |
| - | ----------------- | ---- |
| 1 | "Baby Love"       | 4:42 |
| 2 | "Whatever U Like" | 3:55 |

### EP version
| # | Title                      | Time |
| - | -------------------------- | ---- |
| 1 | "Baby Love"                | 4:42 |
| 2 | "Whatever U Like"          | 3:55 |
| 3 | "Baby Love" (Instrumental) | 4:42 |
| 4 | "Baby Love" (Video)        | 4:42 |

## Classifiche
| Classifica (2007/2008)             | Posizione massima |
| ---------------------------------- | ----------------- |
| Australia                          | 15                |
| Austria                            | 21                |
| Danimarca                          | 37                |
| Europa                             | 13                |
| Germania                           | 5                 |
| Grecia                             | 9                 |
| Irlanda                            | 15                |
| Italia                             | 9                 |
| Norvegia                           | 10                |
| Paesi Bassi                        | 27                |
| Regno Unito                        | 14                |
| Repubblica Ceca                    | 4                 |
| Romania                            | 9                 |
| Slovacchia                         | 8                 |
| Svezia                             | 51                |
| Svizzera                           | 14                |
| U.S. Billboard Hot 100             | 108               |
| U.S. Billboard Pop 100             | 75                |
| U.S. Billboard Hot Dance Club Play | 4                 |

## Remix e Versioni Ufficiali
- J.R. Remix
- Dave Audé Radio Edit
- Dave Audé Club Mix
- Ralphi Rosario & Craig J Radio Mix
- Ralphi Rosario & Craig J Club Mix
- Ralphi Rosario Sleazy Love Dub